# Michaił Jefriemow (aktor)
Michaił Olegowicz Jefriemow (ros. Михаил Олегович Ефремов; ur. 10 listopada 1963 w Moskwie) – rosyjski aktor filmowy i teatralny, uhonorowany tytułem Zasłużonego Artysty Federacji Rosyjskiej w 1995 roku.

## Życiorys
Michaił jest synem aktorów – Ludowego Artysty ZSRR Olega Jefriemowa oraz aktorki Teatru Sowremiennik Ałły Pokrowskiej. Na scenie teatralnej oraz na ekranie zadebiutował w latach 70. W latach 1982–1984 służył w Armii Radzieckiej. W 1987 roku został absolwentem Moskiewskiego Akademickiego Teatru Artystycznego.
Jefriemow był żonaty cztery razy. Jego pierwszą żoną była Asja Worobiewa (syn Nikita), drugą żoną – aktorka Jewgienija Dobrowolska z którą miał syna Nikołaja, trzecią – aktorka Ksienija Kaczalina (córka Anna Maria), z czwartą żoną – inżynier dźwięku Sofią Kruglikową ma córki Wierę i Nadieżdę oraz syna Borisa.
W czerwcu 2020 r., w Moskwie, kierując samochodem pod wpływem alkoholu (ponad 2 promile) i narkotyków spowodował wypadek, w efekcie którego zginął kierowca innego auta.

## Filmografia
- 2011: Generation P jako Leonid Azadowski
- 2009: The Book of Masters jako 34-ty Rycerz
- 2009: Leningrad jako Omielczenko, szef Cwietkowej
- 2009: The Best Movie 2 jako ojciec marynarza
- 2007: The Irony of Fate 2 jako Ded Moroz
- 2007: Artystka jako Gusjatnikow
- 2007: Paragraf 78 jako generał
- 2007: Dwunastu jako Przysięgły nr 8
- 2005: Radca stanu jako Mylnikow
- 2005: 9 kompania jako Dembel
- 2004: Dywersant jako podpułkownik Kosteniecki
- 2002: Antykiller jako bankier
- 2000: Carska rodzina Romanowów jako Aleksander Kiereński